# Саїд ібн Ібрагім Сорі
Саїд ібн Ібрагім Сорі (д/н — 1797/1798) — 4-й альмамі імамату Фута-Джаллон в 1791—1797/1798 роках.

## Життєпис
Син альмамі Ібрагіма Сорі. Разом з батьком брав участь в походах, тоді як його інший брат Абд ар-Рахман більше уваги придіялв наукам. 1791 або 1792 року після смерті батька став новим альмамі.
Втім невдовзі зустрів протистояння з боку нащадків першого альмамі Карамоко Альфи, які стали відомі як Альфійя. В результаті влада перейшла до Абдулая Бадемби, сина Карамоко Альфи.